# Župnija Prečna
Župnija Prečna je rimskokatoliška teritorialna župnija Dekanije Novo mesto Škofije Novo mesto.
Do 7. aprila 2006, ko je bila ustanovljena Škofija Novo mesto, je bila župnija del Nadškofije Ljubljana.
V župniji so postavljene Farne spominske plošče, na katerih so imena vaščanov iz okoliških vasi (Bršljin, Češča vas, Daljni vrh, Dolenja straža, Gorenje vrhovo, Hruševec, Koblarji, Loke, Muhaber, Podgora, Potočna vas, Prečna, Sela in Zalog), ki so padli nasilne smrti na protikomunistični strani v letih 1942–1945. Skupno je na ploščah 69 imen.

## Začetki župnije Prečna
Zgodovino župnije in okolice je 1932 prvi popisal takratni kaplan Janko Komljanec. Njeni začetki segajo v drugo polovico 18. stoletja, ko je novomeški kapitelj predlagal ustanovitev nove župnije po tem, ko sta Marijina cerkev in župnišče v Straži, kjer je bil prvotno sedež, pogorela. Ob podpori graščine Luknja in Breitenau je takratna prečenska cerkev sv. Elije postala nova župnijska cerkev. Toda zaradi priključitve Dolenjih Kamenc in drugih vasi je kmalu postala premajhna.
Priprave na gradnjo nove župnijske cerkve sv. Antona Padovanskega so se po spodbudi župnika Antona Šmidovnika začele 1894. Sezidana je bila po načrtih sarajevskega arhitekta Josipa Vancaša (en) v neogotskem slogu, 13. junija 1910 pa jo je posvetil ljubljanski škof Anton Bonaventura Jeglič.

## Cerkve
| #               | Slika | Cerkev                                                    | Naselje |
| --------------- | ----- | --------------------------------------------------------- | ------- |
| 1.              |       | Cerkev sv. Antona Padovanskega                            | Prečna  |
| 2.              |       | Cerkev Marijinega vnebovzetja                             | Straža  |
| 3.              |       | Cerkev sv. Martina                                        | Zalog   |
| Nekdanja cerkev |       |                                                           |         |
| 1.              |       | Cerkev sv. Elije (nekdanja župnijska, porušena leta 1938) | Prečna  |